# Shōnen Rival
Shōnen Rival (jap. 月刊少年ライバル) war ein japanisches Manga-Magazin des Verlags Kōdansha, das sich an männliche Jugendliche richtete und daher zur Shōnen-Kategorie gezählt wird. 
Nachdem das an Kinder gerichtete Comic BomBom 2007 eingestellt worden war, startete Shōnen Rival als ein an Mittelschüler gerichteter Nachfolger. Der Start im April 2008 war begleitet von einem Zeichnerwettbewerb, um neue Mangaka für das Magazin zu gewinnen. Außer diesen beinhaltete das Magazin Serien von unter anderem George Morikawa und Hiro Mashima. Der Verlag strebte eine Auflage von 300.000 Exemplaren an. 2009 erreichte das Magazin eine verkaufte Auflage von 120.000. Im Juni 2014 wurde Shōnen Rival eingestellt. Begründet wurde der Schritt mit einer Umstrukturierung der Manga-Sparte des Verlags.

## Serien (Auswahl)
- Blazer Drive von Seishi Kishimoto
- Fort of Apocalypse von Yū Kuraishi und Kazu Inabe
- Kurenai no Ōkami to Ashikase no Hitsuji von Seishi Kishimoto
- Monster Hunter Orage von Hiro Mashima
- Otouto Catcher Ore Pitcher De! von Shinji Tonaka